# Piero Guccione
Pour les articles homonymes, voir Guccione.
Piero Guccione, né le 5 mai 1935 à Scicli et mort le 6 octobre 2018 à Modica, est un peintre et graveur italien.

## Biographie
Piero Guccione naît le 5 mai 1935 à Scicli.
Il étudie à l'Institut d'Art de Catane et à l'Académie des Beaux-Arts de Rome, où il s'installe en octobre 1954. De 1958 à 1969, il participe à des missions paléontologiques dans le désert du Sahara libyen, avec l'équipe de l'archéologue Fabrizio Mori, pour la détection de peintures rupestres. En 1961, à la demande de l'American Federation of Art, il organise une exposition de ces peintures à l'Université de Columbia à New York, qui, par la suite, est accueillie dans les grandes universités américaines. Sa première exposition personnelle a lieu à Rome, à la galerie d'Elmo, en 1960.
De 1962 à 1964, il fait partie du groupe Il pro e il contro, avec les peintres Attardi, Calabria, Farulli, Guerreschi, Gianquinto et Vespignani et les critiques d'art Antonio Del Guercio, Dario Micacchi et Morosini. Ce groupe représente un point de référence pour la peinture réaliste de ces années.
En 1963, une de ses œuvres est exposée à l'exposition Contemporary Italian Paintings, mise en place dans certaines villes australiennes. En 1963-64, il expose à l'exposition Peintures italiennes d'aujourd'hui, organisée au Moyen-Orient et en Afrique du Nord.
De 1966 à 1969, il est l'assistant de Renato Guttuso à la chaire de peinture de l'Académie des Beaux-Arts de Rome. Il enseigne à l'Académie des Beaux-Arts et au 1er lycée artistique de Rome. En 1979, il occupe la chaire de peinture à l'Académie des Beaux-Arts de Catane. La même année, avec Sonia Alvarez, il retourne vivre en Sicile, dans une campagne (Quartarella), entre Scicli et Modica. À noter sa présence assidue dans le village de Sampieri, dont il s'inspire des marinas.
Il participe à d'importantes expositions publiques, nationales et internationales. En 1984, le Hirshhorn Museum de Washington l'invite à l'exposition internationale Dessins 1974-84. En 1985, il est invité par le Metropolitan Museum of Art de New York / The Mezzanine Gallery, pour une exposition anthologique de graphisme. Ses œuvres graphiques font partie de la collection permanente du musée. Il participe aux Xe et XIIe éditions de la Quadriennale di Roma (1972 et 1992). Il est invité à plusieurs éditions de la Biennale de Venise (1966, 1972, 1978, 1982, 1988) ; la Biennale de 1988 lui consacre une salle personnelle dans le pavillon italien.
En 1993, il participe à l'exposition "Tutte le strade porta a Roma", organisée par Achille Bonito Oliva, au Palazzo delle Esposizioni à Rome. Au Palazzo Dugnani, sous le patronage de la municipalité de Milan, l'exposition individuelle "Après le vent d'ouest" a lieu en 1986. Sa première exposition anthologique est présentée en 1971 par la ville de Ferrare au Centre d'art visuel du Palazzo dei Diamanti ; une autre, beaucoup plus importante, a lieu à la Galerie d'art moderne de la ville de Conegliano (Trévise) en 1989. En 1992, une rétrospective intitulée Variazioni est parrainée par la province régionale au Palazzo dei Leoni à Messine.
En 1993, la municipalité de Viareggio présente au Palazzo Paolina Omaggio al Maestro, une exposition anthologique sur le thème de la mer, dans le cadre des manifestations du 64e Prix littéraire. En 1995, le département de la culture de la ville de Conegliano (Trévise) propose pour la deuxième fois sa rétrospective (sous la direction de Marco Goldin) Les couleurs de la mer 1967/95. L'année suivante, une rétrospective des pastels est présentée à la Villa Foscarini Rossi, Stra (Trévise) Pastelli 1974-1996, sous la direction de Marco Goldin. En 1998, une exposition anthologique est présentée au Palazzo Reale de Milan.
Guccione participe également à de nombreuses expositions dans des galeries italiennes et étrangères. La Galleria Il Gabbiano à Rome présente ses œuvres dans les principales foires internationales d'art : à la Kunstmesse de Bâle, à la Foire internationale d'art contemporain (FIAC) à Paris, au C.LA.E. à Chicago et à l'Armory Show à New York en 1988. En 1990, une belle exposition Pastelli est inaugurée par le Maestro à la Galerie Basile de Palerme, (réf. voir archives Piero Guccione https://www.archiviopieroguccione.com/copia-di-biografia-1) Le catalogue réalisé à cette occasion est conservé à la bibliothèque de la ville de Palerme.
En 2006 a lieu à la Fondation Bufalino l'exposition Bufalino e Guccione, une exposition en mémoire du dixième anniversaire de la mort de l'écrivain, lié à lui par une vieille amitié. En fait, certains écrits de Gesualdo Bufalino parlent de la peinture de Guccione. En 2011, le réalisateur Nunzio Massimo Nifosì tourne le documentaire Piero Guccione, vers l'infinito présenté au Festival international du film de Rome, au Festival du film italien de Madrid et à la Biennale de Venise.
Il a également été correspondant académique de l'Académie des arts du dessin dans la Classe di Pittura.
Hospitalisé pendant quelques jours, il meurt dans l'hospice de l'hôpital Maggiore, le 6 octobre 2018 à Modica.